# Якушин, Владимир Николаевич
Владимир Николаевич Якушин (1920, Тульская губерния — неизвестно) — советский футболист, вратарь. Начал играть в футбол в 1935 в московском «Металлурге», в сезоне 1945 в основном составе клуба. На следующий год перешёл в киевский ОДО, из которого в том же сезоне перешёл в ЦДКА, где стал дублёром Владимира Никанорова. В сезоне 1946, в год когда ЦДКА выиграл свой первый чемпионский титул, провёл за команду 1 матч, против куйбышевских «Крыльев Советов» (2:0), отстояв на ноль и заслужив похвалы прессы за хорошую игру. В сезоне 1947 в основном составе на поле не выходил, т.к. все матчи уверенно провёл Никаноров. В сезоне 1948 дублёром Никанорова стал пришедший в команду Виктор Чанов, а Якушин стал третьим вратарём, и поэтому снова не выходил в основе. В сезоне 1949 провёл свой второй и последний матч в ЦДКА, против «Спартака» (2:1), выйдя при счёте 1:1 на замену повредившему ногу Никанорову и снова не пропустив. В ЦДКА дослужился до звания младшего лейтенанта. В начале 1950-х оставил футбол.